# Patricia Böntgen
Patricia Böntgen (* 23. Oktober 1997) ist eine ehemalige deutsche Tennisspielerin.

## Karriere
Böntgen spielte vorrangig Turniere der ITF Women’s World Tennis Tour, wo sie aber keinen Titel gewinnen konnte.
Im Dezember 2018 stand sie mit Partnerin Katharina Hering im Finale des Damendoppel von ITF-Turnieren in Stellenbosch und Dschibuti.
In der deutschen 2. Tennis-Bundesliga trat sie für den TK Blau-Weiss Aachen an, mit dem sie in der Saison 2016 in die erste Bundesliga aufstieg.
Ihre bislang letzten Turniere bestritt Böntgen im Sommer 2019, seit Ende 2019 wird sie nicht mehr in den Weltranglisten geführt.
Nach ihrer Karriere arbeitet Böntgen als Trainerin beim TV Rellinghausen.